# Militello in Val di Catania
Militello in Val di Catania település Olaszországban, Szicília régióban, Catania megyében. Lakosainak száma 6765 fő (2023. január 1.). Militello in Val di Catania Francofonte, Mineo, Palagonia, Scordia, Lentini és Vizzini községekkel határos.

## Népesség
A település lakossága az elmúlt években az alábbi módon változott:
| Lakosok száma | 7334 | 7262 | 6765 |
|               | 2017 | 2018 | 2023 |